# Orchestra Filarmonica di Rochester
La Rochester Philharmonic Orchestra (RPO) è un'orchestra americana di Rochester (New York). La principale sede per i concerti è l'Eastman Theatre alla Eastman School of Music.
La RPO è stata fondata nel 1922 dall'industriale e amante della musica George Eastman, fondatore della Eastman Kodak Company. L'orchestra si esibisce in più di 130 concerti all'anno. Tra i vari direttori d'orchestra ricordiamo Christopher Seaman, Eugene Goossens, José Iturbi, Erich Leinsdorf, David Zinman, Mark Elder, Fritz Reiner, Leonard Bernstein, Thomas Beecham, e Leopold Stokowski. Nel 1947, la RPO ha scelto come direttore Leinsdorf invece di Bernstein.
Dal 1939 al 1964, la Rochester Philharmonic, spesso integrata con membri della Eastman School, ha registrato concerti sotto il nome di "Eastman-Rochester Orchestra" diretta da Howard Hanson, oppure sotto il nome di "Eastman-Rochester Pops" diretta da Frederick Fennell.
La RPO promuove eventi, concerti, attività educative e di aggregazione in scuole, centri sociali e civici in tutta la regione coinvolgendo circa 150.000 persone all'anno. I concerti della RPO sono ritrasmessi anche sull'emittente radio di musica classica WXXI-FM.
La RPO promuove la Rochester Philharmonic Youth Orchestra (RPYO), fondata nel 1970 e composta da studenti di musica dall'ottavo al dodicesimo grado provenienti dalla zona di Rochester. Quest'orchestra giovanile si esibisce in tre concerti all'anno sotto la direzione di David Harman, uno di questi si svolge fianco a fianco con la RPO. I membri della RPO fungono da tutori per l'orchestra giovanile.
Nelle estati dal 1990 al 2008, la RPO ha partecipato al festival musicale Bravo! Vail a Vail.
Inoltre l'Orchestra è tra i massimi esponenti in materia di educazione musicale. Nel 2000, la RPO ha nominato Michael Butterman come "direttore principale per l'educazione e la sensibilizzazione" (The Louise and Henry Epstein Family Chair) - la prima posizione di questo tipo negli Stati Uniti d'America. Oltre 14.000 studenti di tutte le età partecipano ogni anno ai concerti della RPO, e piccoli gruppi di quest'orchestra suonano alle scuole elementari nel distretto scolastico cittadino di Rochester.

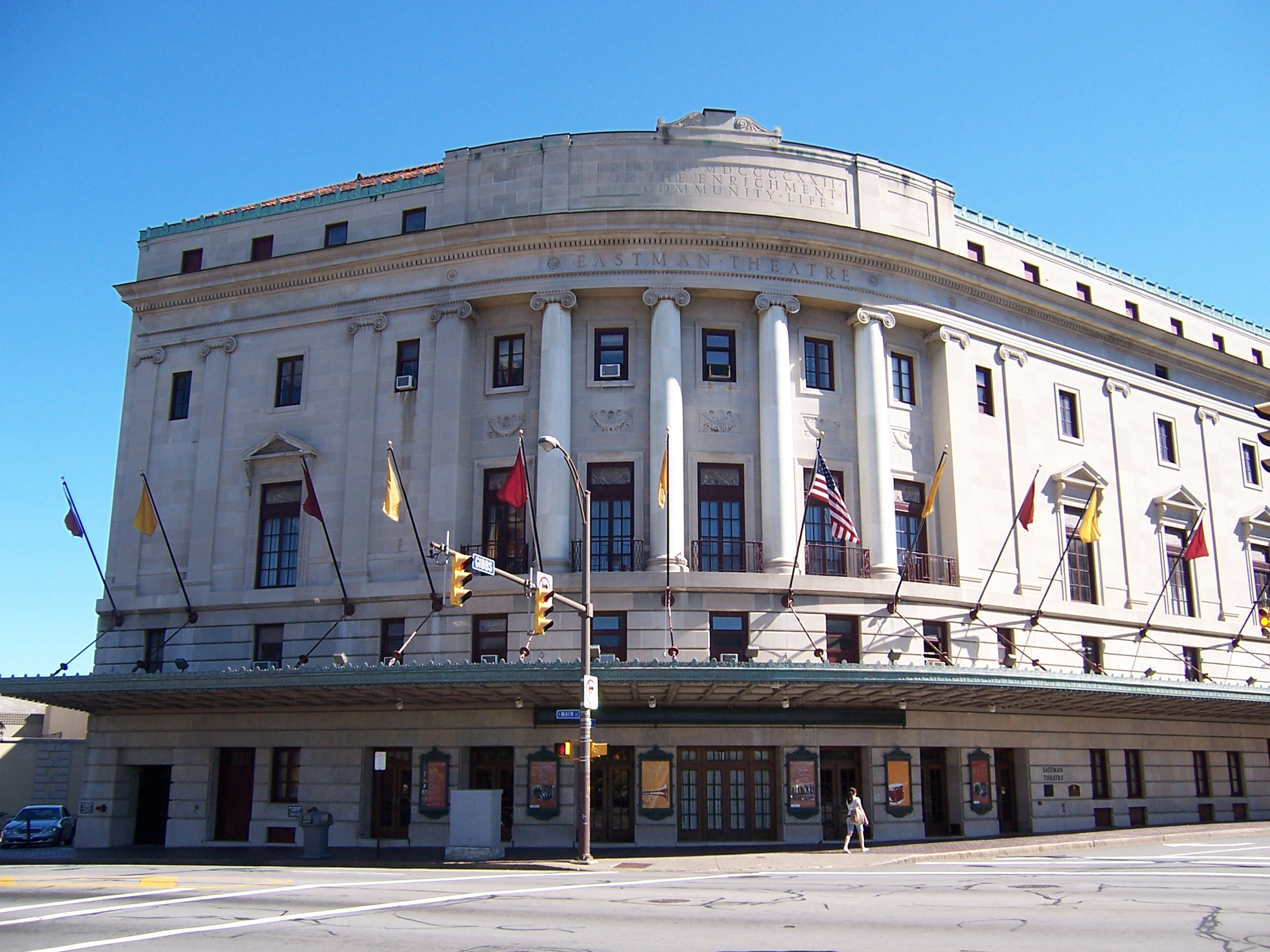
La facciata del lo Cestaro Eastman Theatre

Il 15 Settembre 2010, la RPO ha nominato il direttore norvegese Arild Remmereit come undicesimo direttore dell'orchestra. Il M° Remmereit ha iniziato il suo incarico nella RPO da Settembre 2011. Il suo concerto inaugurale è stato il 30 Settembre e 1 Ottobre 2011 con musiche di Amy Beach, Johan Halvorsen, Johan Svendsen, e Johann Strauss II. Il 30 Novembre 2012 è stato annunciato che il consiglio della RPO ha votato di recedere il contratto di Remmereit con due anni d'anticipo.
Il 7 Maggio 2014, la Rochester Philharmonic Orchestra ha partecipato al Festival estivo di Musica al Carnegie Hall a New York, eseguendo Merry Mount di Howard Hanson con la direzione di Michael Christie, suonando insieme al coro Eastman-Rochester, il Coro infantile Bach del Nazareth College, e solisti vari.
Il 29 Luglio 2014 è stato annunciato che Ward Stare sarebbe diventato direttore della Rochester Philharmonic Orchestra dal 1º Settembre 2014.

## Direttori
| Nome                | Periodo       |
| ------------------- | ------------- |
| Eugène Goossens     | 1923–1931     |
| Albert Coates       | 1923–1925     |
| José Iturbi         | 1936–1944     |
| Erich Leinsdorf     | 1947–1955     |
| Theodore Bloomfield | 1959–1963     |
| László Somogyi      | 1964–1968     |
| Walter Hendl        | 1968–1970     |
| Samuel Jones        | 1970–1971     |
| David Zinman        | 1974–1985     |
| Jerzy Semkow        | 1985–1988     |
| Mark Elder          | 1989–1994     |
| Robert Bernhardt    | 1994–1998     |
| Christopher Seaman  | 1998–2011     |
| Arild Remmereit     | 2011–2013     |
| Ward Stare          | 2014–presente |

### Discografia
- 1939 – Sinfonia Afro-Americana di William Grant Still: Diretto da Howard Hanson (RCA)
- 1939-40 – Sinfonia N. 2 di Howard Hanson: Diretto da Howard Hanson (RCA)
- 1940-41 – Hanson’s Suite from "Merry Mount: Diretto da Howard Hanson (RCA)
- 1940 - Sinfonia N.3 in La minore di Mendelssohn: Diretto da José Iturbi (RCA Victor)
- 1941 - Concerto N.3 in Do minore, Op.37 di Beethoven: Diretto da José Iturbi (RCA Victor)
- 1941 - Concerto in Mi bemolle maggiore K.365 di Mozart: Diretto da José Iturbi (RCA Victor)
- 1952 – Sinfonia N.3 in Mi bemolle maggiore, "Eroica," Op. 55 di Beethoven: Diretto da Erich Leinsdorf (Columbia Entré)
- 1953 – "Danze Sinfoniche", Op. 45 di Rachmaninoff: Diretto da Erich Leinsdorf (Columbia)
- 1955 – Sinfonia N.4 in La maggiore, "Italian," Op. 90 di Mendelssohn: Diretto da Erich Leinsdorf (Harmony/Columbia)
- 1957 – Concerto in Fa, "Rhapsody in Blue" di Gershwin: Diretto da Howard Hanson (Mercury)
- 1957 – Hi-Fi a la Española: Frederick Fennell and Eastman-Rochester Pops. (Mercury)
- 1959 – Popovers: Frederick Fennell and Eastman-Rochester Pops. (Mercury)
- 1960 – Grand Canyon Suite e concerto per piano e orchestra in Re minore di Ferde Grofé: Diretto da Ferde Grofé (Everest)
- 1970 – Friends & Love: Diretto da Chuck Mangione (Mercury)
- 1971 – Together: Diretto da Chuck Mangione (Mercury)
- 1978 – Mozart’s Concerto for Two Pianos & Orchestra in E flat major, K. 365 (K. 316a): Diretto da David Zinman (Turnabout)
- 1979 –  Sinfonia N.3 "Scottish" di Mendelssohn: Diretto da David Zinman (Vox)
- 1984 – Dvořák’s Legends, Op. 59: Diretto da David Zinman (Nonesuch Digital)
- 1985 – Il mio primo concerto: Diretto da Isaiah Jackson
- 1992 – Romancing the Film: Diretto da Lalo Schifrin (Pro Arte)
- 1993 – Syncopated Clock and Other Favorites by Leroy Anderson: Diretto da Erich Kunzel (Proarte)
- 1997 – Encore 75: Diretto da Robert Bernhardt e Jeff Tyzik
- 2001 – Rachmaninov with Jon Nakamatsu: Diretto da Christopher Seaman (harmonia mundi)
- 2003 – Tchaikovsky con Olga Kern: Diretto da Christopher Seaman (harmonia mundi)
- 2006 – George Gershwin con Jon Nakamatsu: Diretto da Jeff Tyzik (harmonia mundi)
- 2006 – A Holiday Celebration: Diretto da Jeff Tyzik
- 2008 – HONOR: Portraits of America: Diretto da Jeff Tyzik
- 2011 – The Story of Babar and A Family for Baby Grand: Diretto da Michael Butterman
- 2012 – "A London Symphony and Serenade to Music" di Vaughan Williams: Diretto da Christopher Seaman